# Heinrich Bronsart von Schellendorff
Heinrich Karl Christoph Bronsart von Schellendorff, auch Heinrich Bronsart von Schellendorf (* 16. November 1803 in Braunsberg; † 2. November 1874 in Hannover) war ein preußischer Generalleutnant.

## Leben

### Herkunft
Heinrich stammte aus dem 1339 erstmals erwähnten Adelsgeschlecht der Bronsart. Er war ein Sohn des preußischen Majors Ewald Christoph von Bronsart (1761–1807), der bei der Belagerung von Danzig ums Leben kam, und dessen Ehefrau Anna, geborene Schwiderowius (1770–1849). Seit 1823 führte die Familie von Heinrich von Bronsart den Namen „Bronsart von Schellendorff“. Die Schreibweise der Silbe -dorf(f) im Namen der Familie variiert auch in zeitgenössischen Quellen (-f/-ff) und wurde von verschiedenen Familienangehörigen uneinheitlich gehandhabt.

### Militärkarriere
Nach dem Besuch des Berliner Kadettenhauses und wurde Bronsart am 28. Juli 1821 als Sekondeleutnant dem 4. Infanterie-Regiment der Preußischen Armee überwiesen. Im Jahr 1825 wurde er zum Lehr-Infanterie-Bataillon kommandiert und absolvierte von 1827 bis 1830 die Allgemeinen Kriegsschule. Mitte Juli 1836 kam er als Adjutant zur 2. Landwehr-Brigade; ab April 1840 war er in gleicher Eigenschaft bei der 2. Division tätig. Am 14. August 1842 wurde er Hauptmann und kam am 18. September 1844 mit einem Patent vom 29. November 1841 als Kompaniechef in das 1. Infanterie-Regiment. Am 31. März 1846 kam er zum 5. Infanterie-Regiment und wurde dort am 21. März 1848 Major und Kommandeur des II. Bataillons im 5. Landwehr-Regiment. Am 12. März 1852 kam er dann als Bataillonskommandeur in das 3. Infanterie-Regiment; zudem wurde er am 22. März 1853 zum Oberstleutnant befördert. Am 10. Juni 1856 wurde er als Kommandeur in die Festung Wesel versetzt, dazu wurde er am 17. Juli 1856 à la suite des 3. Infanterie-Regiments gestellt. Am 15. Oktober 1856 wurde er zum Oberst befördert und am 27. August 1857 zum Kommandeur des 37. Infanterie-Regiments ernannt. Am 19. Mai 1859 kam er als Kommandant nach Danzig, erhielt den Roten Adlerorden III. Klasse mit Schleife und wurde am 31. März 1859 zum Generalmajor befördert. Am 3. Juni 1860 bekam er den Roten Adlerorden II. Klasse mit Eichenlaub. Am 13. Mai 1861 wurde er dann als Kommandeur zur 2. Infanterie-Brigade versetzt, am 9. Januar 1864 zur 10. Division. Am 25. Juni 1864 erfolgte seine Beförderung zum Generalleutnant und die Ernennung als Direktor des Militär-Ökonomie-Departements im Kriegsministerium sowie als Präses der Examinationskommission der Intendaturbeamten und Mitglied im Direktorium des Großen Militärwaisenhauses in Potsdam.
Am 19. Januar 1866 erhielt Bronsart von Schellendorff den Stern zum Roten Adlerorden II. Klasse mit Eichenlaub. Während der Mobilmachung anlässlich des Deutschen Krieges wurde er am 23. Mai 1866 zum Generalintendant der Armee ernannt. Nach dem Krieg wurde er am 18. Dezember 1866 unter Verleihung des Roten Adlerordens I. Klasse mit Eichenlaub mit Pension zur Disposition gestellt. Er lebte mit seiner Frau in Hannover, wo er am 2. November 1874 starb.

### Familie
Heinrich Bronsart von Schellendorff heiratete am 19. April 1829 in Berlin Antoinette de Rège (1810–1873), eine Tochter des Kaufmanns Daniel Louis Drège aus Kassel und der Marianne Christine Diederich. Die Eheleute wurden Stammeltern der bekannten Offiziersfamilie Bronsart von Schellendorf(f), die zahlreiche preußische Militärs der Kaiserzeit hervorbrachte. Sie bekamen zwölf Kinder, darunter:
- Hans (1830–1913), preußischer Kammerherr, Generalintendant des Hoftheaters in Weimar ⚭ 1861 Ingeborg Stark (1840–1913), deutsche Pianistin und Komponistin
- Paul (1832–1891), preußischer General der Infanterie, Kriegsminister ⚭ Rosalie Schmidt (1833–1913), Dame des Louisenordens
- Walther (1833–1914), preußischer General der Infanterie, Kriegsminister ⚭ Harriet Donner (1841–1917)
- Heinrich (1841–1879), Flügeladjutant des Großherzogs von Mecklenburg-Schwerin ⚭ 1872 Elisabeth Freiin von Schellersheim (1850–1938)[1]
- Antonie (1848–1927) ⚭ 1869 Friedrich von Hanenfeldt (1838–1910), Herr auf Grunenfeld bei Braunsberg
- Rosalie (* 1851), Oberin im Krankenhaus der Barmherzigkeit in Königsberg